# Sainte-Cécile-d'Andorge
Sainte-Cécile-d'Andorge este o comună în departamentul Gard din sudul Franței. În 2009 avea o populație de 564 de locuitori.

## Evoluția populației
| An        | 1975 | 1982 | 1990 | 1999 | 2006 | 2009 |
| --------- | ---- | ---- | ---- | ---- | ---- | ---- |
| Populație | 499  | 476  | 483  | 490  | 543  | 564  |